# دلقک ماهی (فیلم)
دلقک ماهی نام فیلمی ایرانی در سبک کمدی و اجتماعی است که در سال ۱۳۸۹ تولید شده‌است.

## موضوع فیلم
دو جوان جنوب شهری به نام‌های کریم و اتابک درگیر ماجرایی می‌شوند…